# Лайський Док
Лайський Док (рос. Лайский Док) — селище в Приморському районі Архангельської області Російської Федерації.
Населення становить 810 осіб. Входить до складу муніципального утворення Приморське поселення.

## Історія
Від 2004 року входить до складу муніципального утворення Приморське поселення.

## Населення
| 2002 | 2010 | 2012 |
| ---- | ---- | ---- |
| 769  | ↘728 | ↗810 |